# 宇宙食

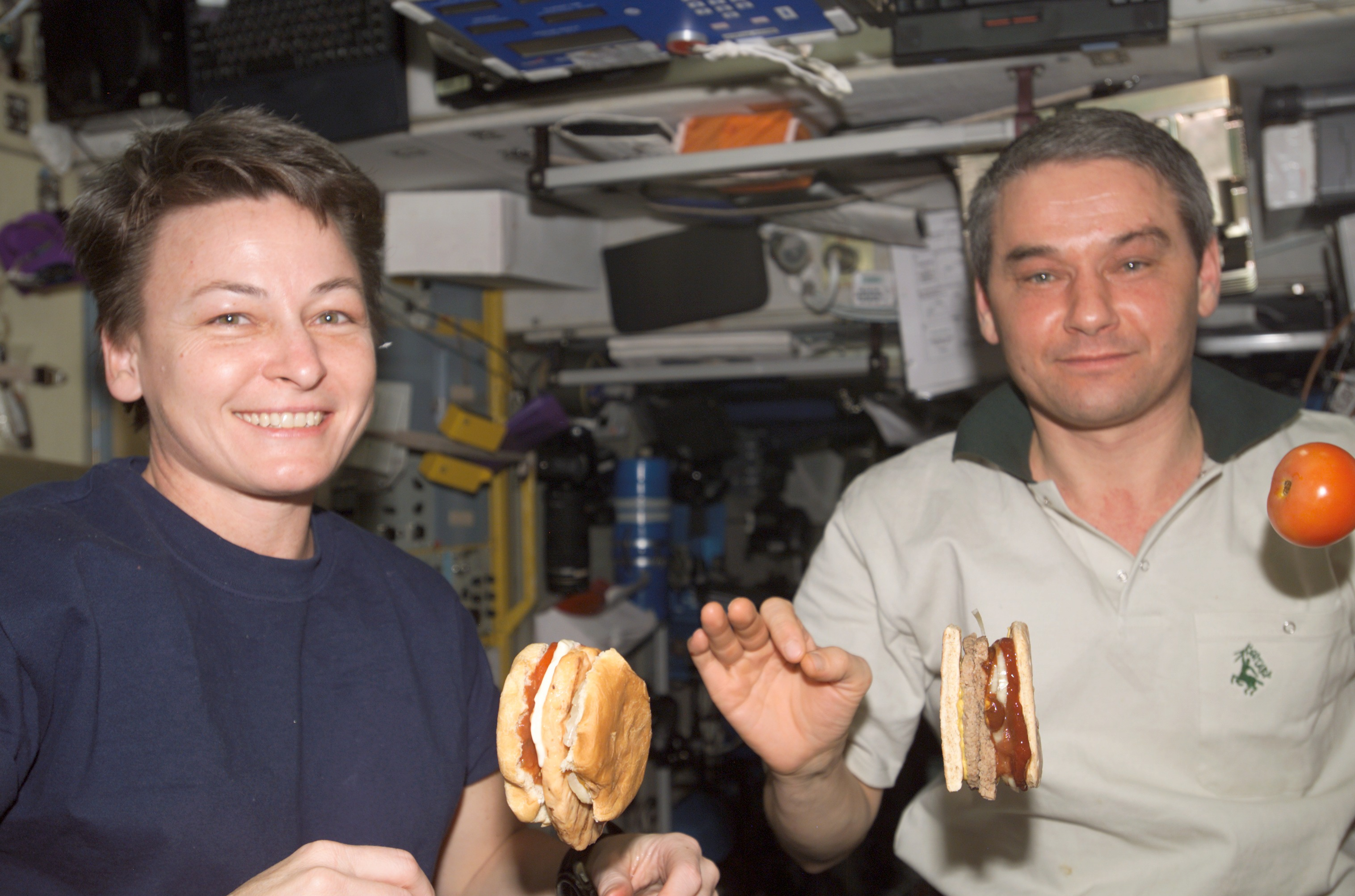
国際宇宙ステーション（ISS）での食事。ハンバーガーとトマトが写っている（2008年撮影）

宇宙食（うちゅうしょく）とは、宇宙において栄養素を摂取できるように料理、もしくは加工された食品である。

## 概要

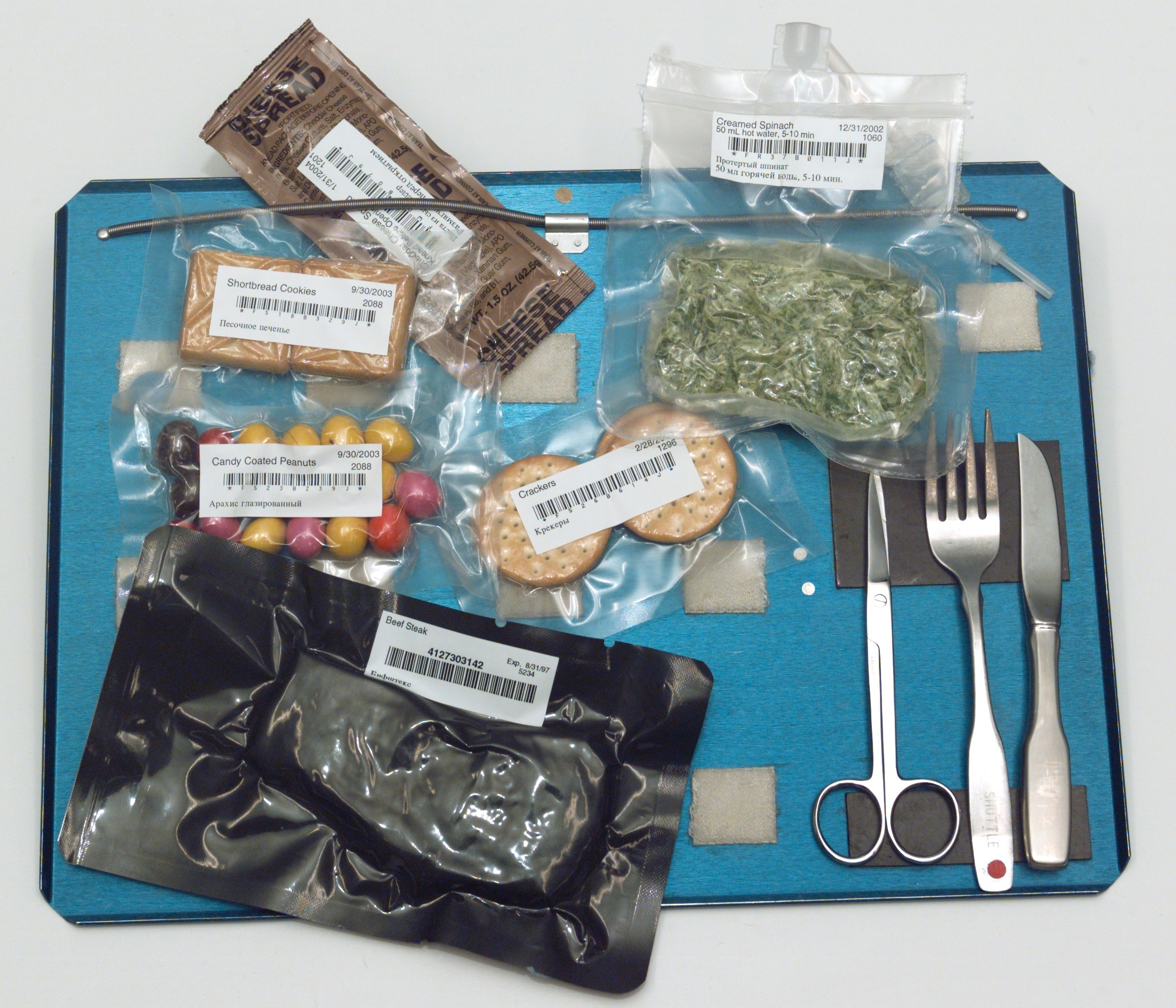
トレイの上に置かれたISSの宇宙食（2003年撮影）。バーコードで管理されている。物が移動しないよう磁石、マジックテープ、紐などで固定されている。右上のほうれん草のクリーム煮には、水分を加えるチューブがついている。

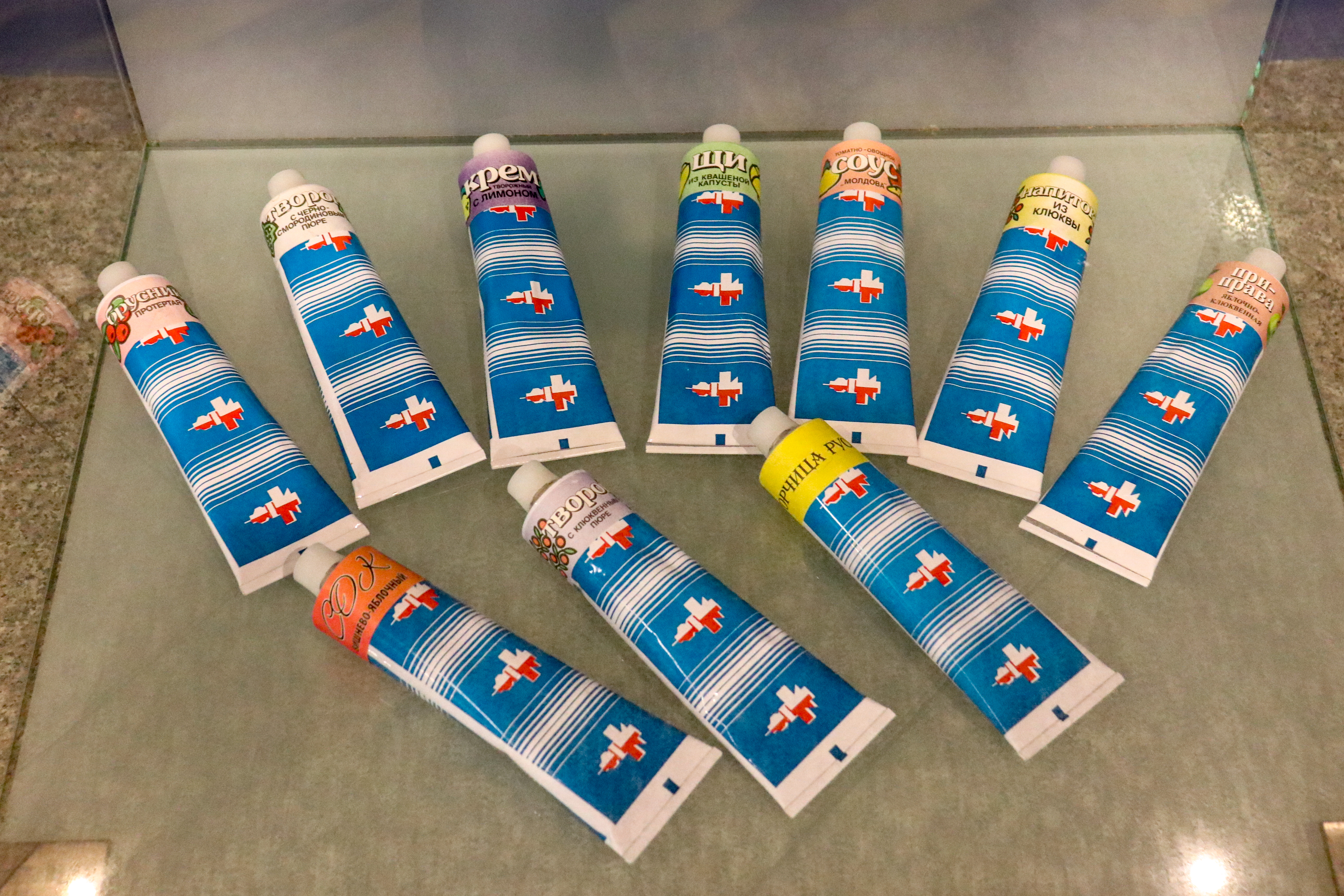
チューブ時代のロシア製宇宙食

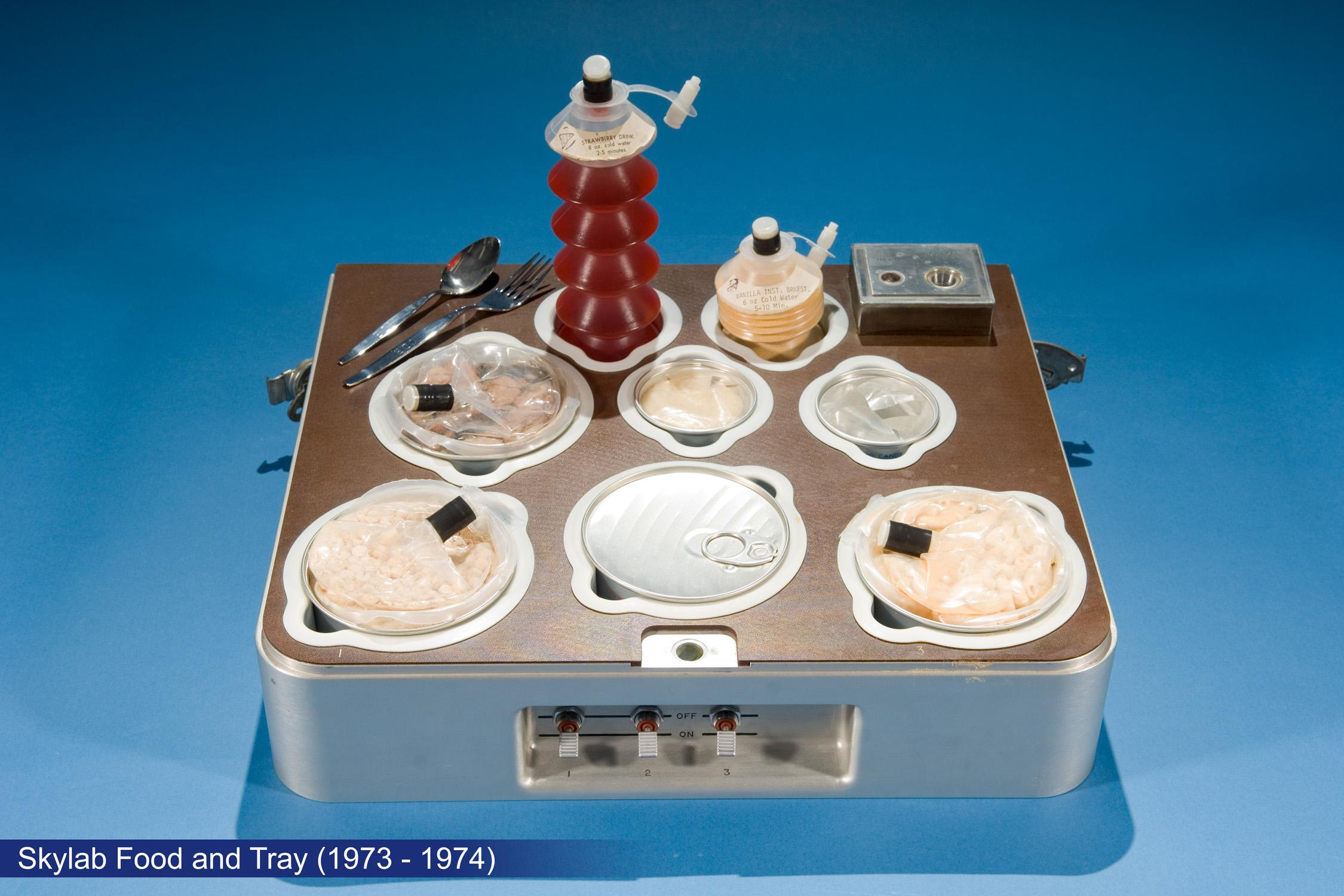
1973年、スカイラブ時代の宇宙食

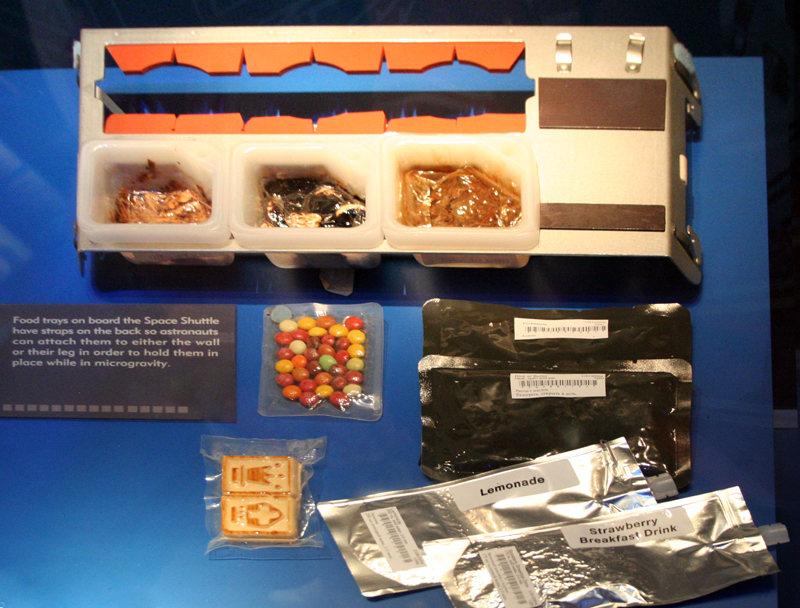
スペースシャトル時代の食品トレイ

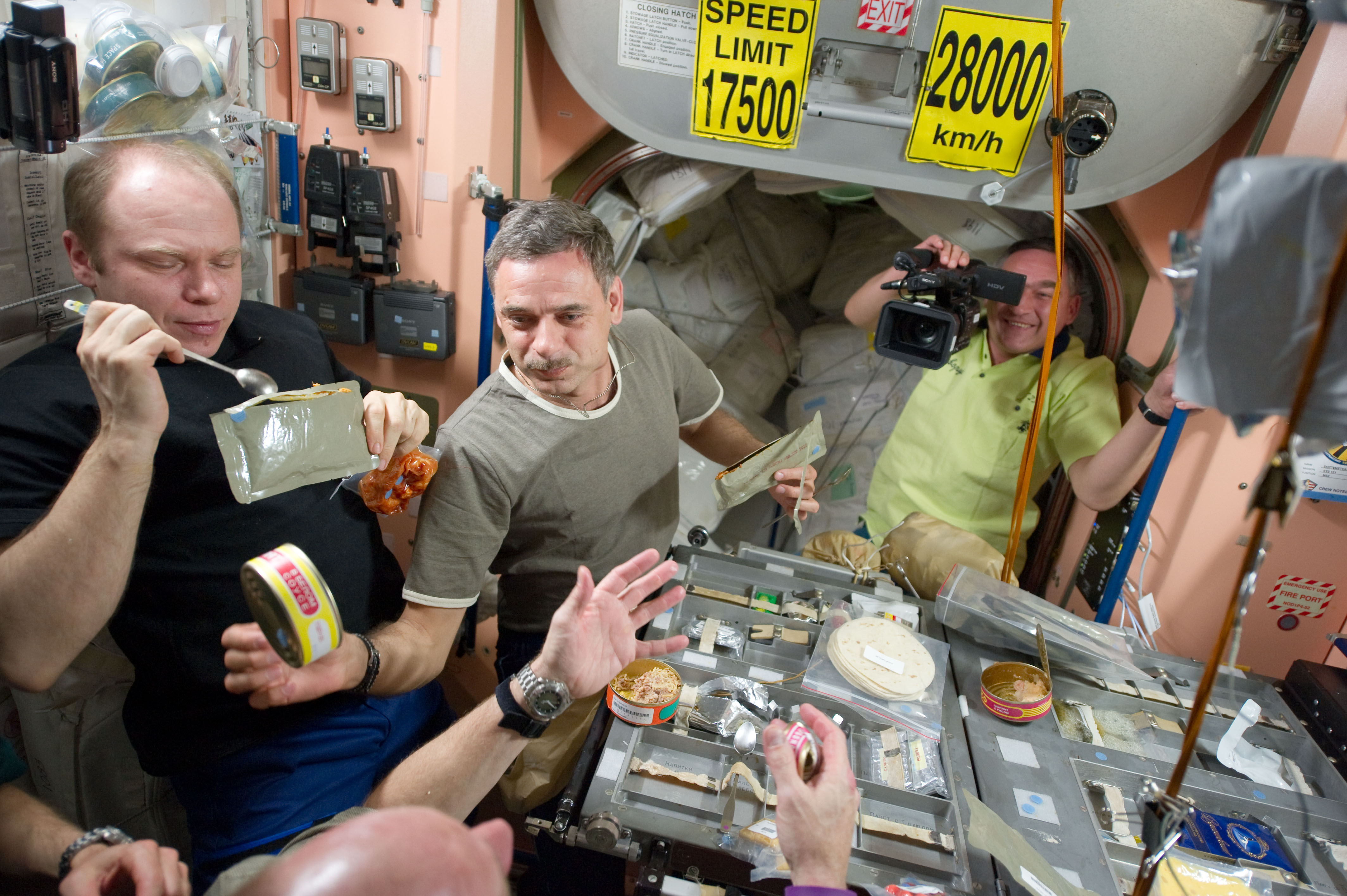
ISS(STS-131)での食事中のロシア人飛行士たち

宇宙食は、主に宇宙船の中で宇宙飛行士が食べる食物をさす。有人宇宙船の内部は無重量状態であり、人間が生活するための空間も狭い。そのため、食事に必要な環境と設備に制約が生じる。これらの制約を回避し、宇宙飛行士が効率よく栄養素を摂取するための食品として、宇宙食が開発された。

## 基準
ISS（国際宇宙ステーション）での基準
ISSで使用できる調理機器（加温器、注水・注湯器）を使用するのにも規格が必要。
- ISS FOOD PLAN（ISS宇宙食供給の基準文書）
- 宇宙日本食認証基準

## 宇宙食が満たすべき要素
宇宙食が満たすべき要素は大きく分けて次のとおりである。
- 長期保存が可能であること。
地上から宇宙船へ頻繁に物資を運ぶことができない。従って、宇宙船の内部に食品を保存する必要がある。
- できるだけ軽量であること。
宇宙船に積載する貨物の重量は限られているため。
- 強い臭気を伴わないこと。
船内は密閉されており、換気ができない。また脱臭装置の能力にも限界があるため。
- 飛散しない。
宇宙船の内部には、宇宙での活動や生命維持に必要不可欠な機器が数多く設置されている。容易に砕けたり液体が飛び散るような食品は、それらの機器を破損させる恐れがある。また、後片付けに費やす時間と手間が増えて、他の活動を妨げる可能性もある。従って、食品が飛散しないよう加工する必要がある(例:塩は水にコショウは食用油に溶かす)。
- 栄養価が優れていること。
宇宙食のみを飲食することになるため、栄養のバランスに注意が払われる。また狭い船内でストレスを被らないよう、デザート等の娯楽要素も求められる。
- 温度変化や衝撃に耐えること。
- 特別な調理器具を必要としないこと。

このうち軽量性については、スペースシャトルでは燃料電池を用いており発電の際に副生成物として水が発生することから、この水を加温して調理に用いるのが最も効率的である。そのため加水調理に適しており保存性・栄養・食感の面でも優れたフリーズドライ食品は、多くの宇宙食に採用されている。フリーズドライなどの技術は民生技術としてインスタント食品に広く用いられるようになった。宇宙への輸送コストが、現状ではスペースシャトルでも1キログラムあたり約8,800ドル程度掛かることも、軽量性が重視される一因である。
臭気については、魚などは今も嫌忌される傾向にある。また安全性に関しては、宇宙船内で供給される湯はやけどの危険が生じないようにするため、スペースシャトルでは摂氏70度、国際宇宙ステーション（ISS）では摂氏80度止まりという事情があるため、インスタント食品でもこの温度の湯で美味しく調理できるものが求められる。
水分の多い料理は粘り気を持たせて飛び散らないようになっており、またスープやジュースはパックからストローで直接飲むようになっている。現在では宇宙船内で電気オーブンレンジが利用できるため、レトルト食品等はこれを使って温めることができる。しかし電子レンジは缶詰やアルミ包装のレトルト食品に使用できないほか、電磁波の各種機器への影響も懸念されるため、採用されていない。
地上では宇宙関連の博物館で土産物になる程度の、市場規模が現時点であまり期待できない宇宙食にこれだけの研究開発が行われている背景には、宇宙ステーションでの長期滞在や火星への有人宇宙探査が現実味を帯びている中で、骨粗鬆症など宇宙空間で起こる深刻な健康上の問題に対応する必要性、またある意味単調な生活の中で食事が非常に重要な気分転換となることがある。このため味の面での改良や、デザート等の充実も図られている。
この他にも国際宇宙ステーション計画では様々な国の様々なクルーが生活することから、各国の料理に関連した宇宙食が開発されている。

## 宇宙食の歴史

### 流動食から普通の食事へ

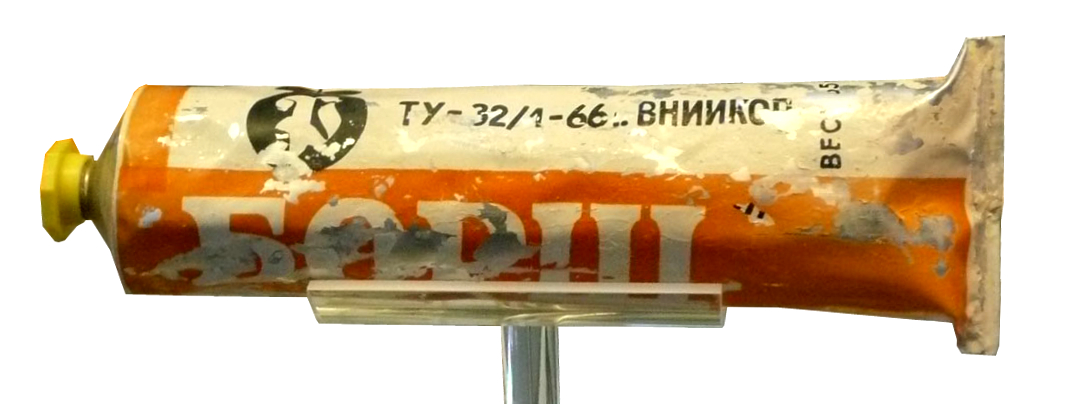
絞り出し可能なチューブに入ったソ連の初期の宇宙食（ペースト状ボルシチ）。1970年代にはフリーズドライ製法のボルシチに置き換えられた

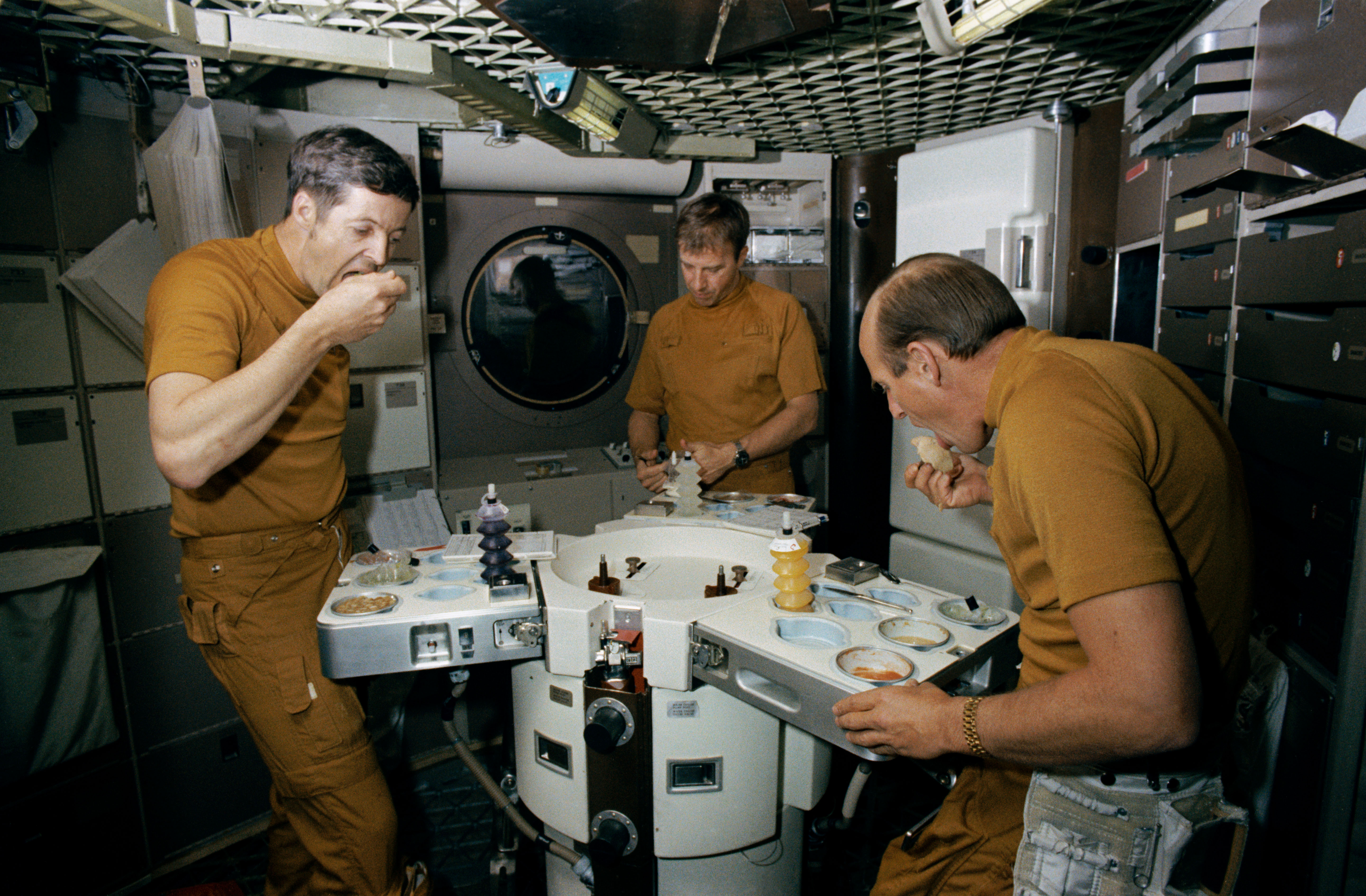
スカイラブ計画地上訓練中の宇宙食を使った食事風景（1973年）

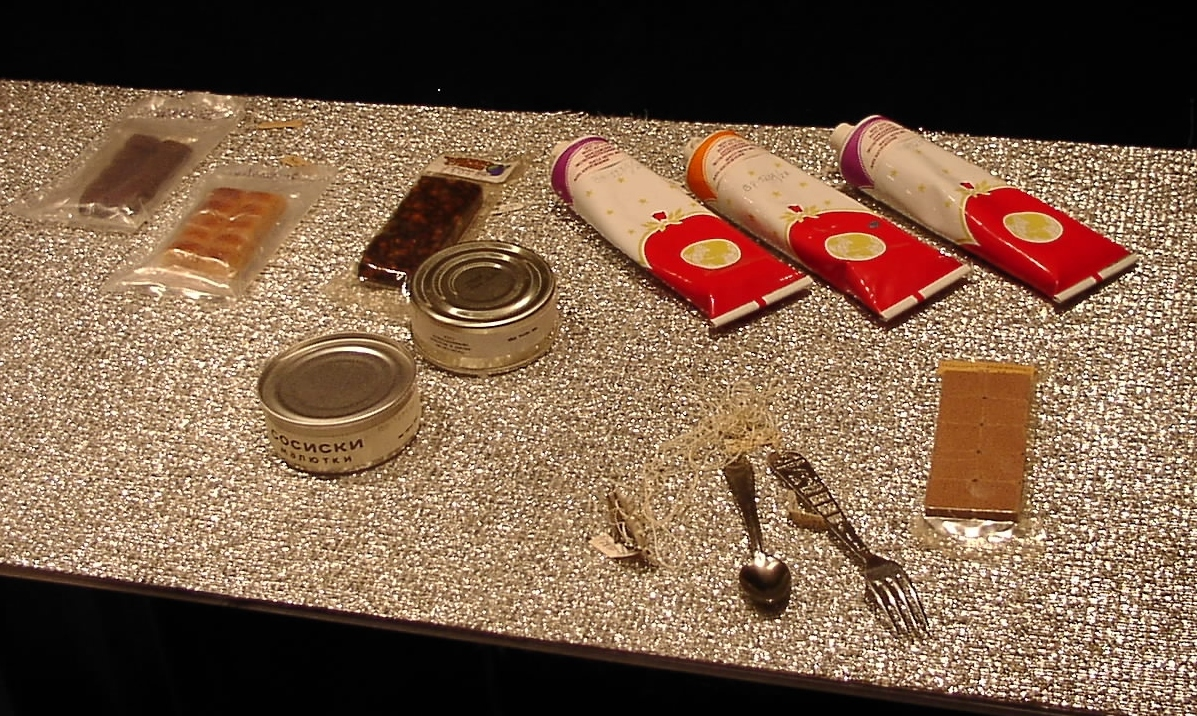
ロシアの宇宙食

初期の宇宙食は「喉に食べ物がつまるのではないか」との不安から、チューブに入ったものやトレイに充填されたペースト状のものが多く、離乳食に近いものでもあったため、宇宙飛行士からの評判も悪かった。その後、ヒトは無重量状態でも問題なく食べ物を飲み込め、消化できることがわかり、現在の宇宙食は種類も豊富になり、その種類は1000種ほどもある。
- ソビエト・ヴォストーク1号(1961年4月12日)：人類初の宇宙飛行士ユーリイ・ガガーリンは、地球を一周する間に、アルミニウムのチューブに入った牛肉と肝臓のペースト、同様の形式でデザートのチョコレートソースを食した[3]。
- ソビエト・ヴォストーク2号(1961年)：ゲルマン・チトフ飛行士が宇宙空間で初めて宇宙酔いを経験して嘔吐した[4]。その後、宇宙食の栄養素などが考えられる契機となった[5]
- アメリカ・マーキュリー時代（1962年頃）: 一口サイズの固形食、チューブに入ったペースト状のもの。アメリカ初のジョン・ハーシェル・グレン飛行士はアップルソースを歯磨き粉のようなチューブから食した[3]。
- アメリカ・ジェミニ時代：乾燥食品、中程度の水分を含んだ食品、一口サイズの固形食の三種類。
  - 宇宙競争によって滞在時間が長時間にわたると、連続で宇宙食を摂らざるを得ない状況になり、この不満からジョン・ヤングは無断でジェミニ3号にコンビーフサンドイッチを持ち込んだ。多額の国税をつぎ込んだ宇宙計画を、機器の汚損や食中毒により危機に陥れる可能性があるこの行為は当然、問題となったが、食事が士気に影響するという主張は認められ、以後の宇宙食の改善につながった。
- ソビエト・サリュート: 新鮮な果物・野菜を貨物として供給した。
- アメリカ・アポロ時代: お湯が使用されるようになり、食品を水で戻して温かい食事が可能となった。

- アメリカ・スカイラブ時代：半数は加水食品で、他に温度安定化食品、自然形態食品、フリーズドライ（凍結乾燥）食品、放射線照射食品が提供された。ナイフ、フォーク、スプーンを使うようになった。ただし食器などが浮遊してしまうと具合が悪いことから、各食品のパックやトレイ・食器などはトレイやテーブルにベルクロテープで貼り付けておくことができるようになっている。
- ソビエト・ミール時代 : 400日以上にわたる長期宇宙滞在に耐えるための食品開発が進んだ。宇宙でも飲めるようにパッケージングされたウォッカまで用意されていた。
- スペースシャトル・国際宇宙ステーション以降：一部の市販食品、自然形態食、新鮮食品（新鮮な果物や野菜）も提供されるようになり、食事の形態はだいぶ地上の生活に近いものとなっている[6]。
  - 国際協力により国際宇宙ステーションが運営されることから、各国の宇宙機関で開発した宇宙食が持ち込まれるようになった。日本人宇宙飛行士がスペースシャトルに搭乗する際には、日本料理も搭載される。搭載される料理が、実際に公募で選ばれたこともあった（詳細は後述)。アメリカ・ロシア以外では、ESAが開発したフランス料理 (アヒル・チキン・マグロ・メカジキ・ニンジン・セロリ・アンズ・リンゴなど、缶詰の形態）などがある。
  - JAXAに所属する宇宙飛行士の若田光一によれば、2014年2月現在、自身が初めて宇宙に行った1996年と比べると、宇宙食の種類はかなり増え、味も工夫されたものが多くなったとのこと[7]。
- 神舟5号：八宝飯、魚香肉絲、宮保鶏丁といった中華料理が用意されたほか、漢方薬と滋養成分を配合した食後のドリンクを用意した[8]。

宇宙食のアメニティ性がどんなに進歩しても、宇宙でテーブルについて温かい食事を摂ることは、しばらくはままならない。このためアメリカ航空宇宙局では、打ち上げ直前に隔離された部屋で、最後の食事をテーブルで楽しんでもらうという儀式（伝統）も、カウントダウンの作業に含まれている。アポロ計画のころからの習慣のようだが、現在のスペースシャトル計画でも、これは引き継がれている。

### 自給自足へ
今日の宇宙食は、地球上で作られた食材を地球上で加工し、それを宇宙船に積んで打ち上げているが、さらに人類が長期間宇宙に滞在するようになれば、宇宙食は地球から運搬するのではなく、宇宙で自給自足する必要が出てくる。そのため、宇宙空間で生物や植物を育てる試みは宇宙開発の初期から行われてきている。ソビエト連邦ではイエバエに乗組員の糞便の処理と食糧確保を行わせる計画があり、成長速度を速めるなどの品種改良を行っていた。
この考えをさらに延長して、完全に隔離された空間に植物や生物を閉じこめ、孤立した生態系で自給自足の生活を行うことができるかという実験（→ バイオスフィア2）が、地上で行われたこともあった。また宇宙船内の限られたスペース内で効率よく作物を栽培できる水耕栽培施設の研究も進んでいる。規模の小さいものでは、古くより微生物（酵母など）を用いた食糧生産システムも想定されている。

## 一般食と特別食
現在宇宙食には大きく分けて一般食と特別食がある。一般食は現在宇宙船の打ち上げを行っているアメリカ航空宇宙局およびロシア連邦宇宙局が開発しており、常設メニューとして基本的にどのミッションでも採用されているものであり、開発国の関係上アメリカおよびロシアで一般に食されているものがほとんどである。
一方の特別食はミッションに参加する宇宙飛行士の希望から主に各国の宇宙局が開発し、搭乗予定の機関（ISSの場合はNASAかロシアの審査が必要）の審査を受けた上で持ち込みが許可されるものである。
特別食は、前述の食事によるリフレッシュという側面から搭載され、特に米露と食文化の違う国の宇宙飛行士が十分なリフレッシュを行えるようになっている。
一般食は主にフリーズドライ（米）や缶詰（ロシア）で前述の宇宙食としての条件を満たす必要があるが、特別食の場合は短期間の消費を前提とし、レトルトパウチ食品や単なる密封包装程度で搭載が可能となる場合が多い。2007年以前の日本の宇宙食や、韓国が開発したキムチ・スジョングァ茶・韓国ラーメンなどの朝鮮料理は特別食である。
国際宇宙ステーション(ISS)計画においては、アメリカやロシア以外国の宇宙飛行士も長期滞在するため、宇宙食のバリエーションを増やす必要があることから、計画参加国が独自に開発・認証する枠組みが定められた。
日本でもJAXAが認証基準の制定と認証作業を行っており、2007年6月には第一回目の認証が行われた。これにより日本製宇宙食「宇宙日本食」はどのミッションでも供給出来ることとなり、今後は各国のバラエティ豊かな食事を宇宙でも楽しむことができるようになる。

## 日本の食文化と宇宙食

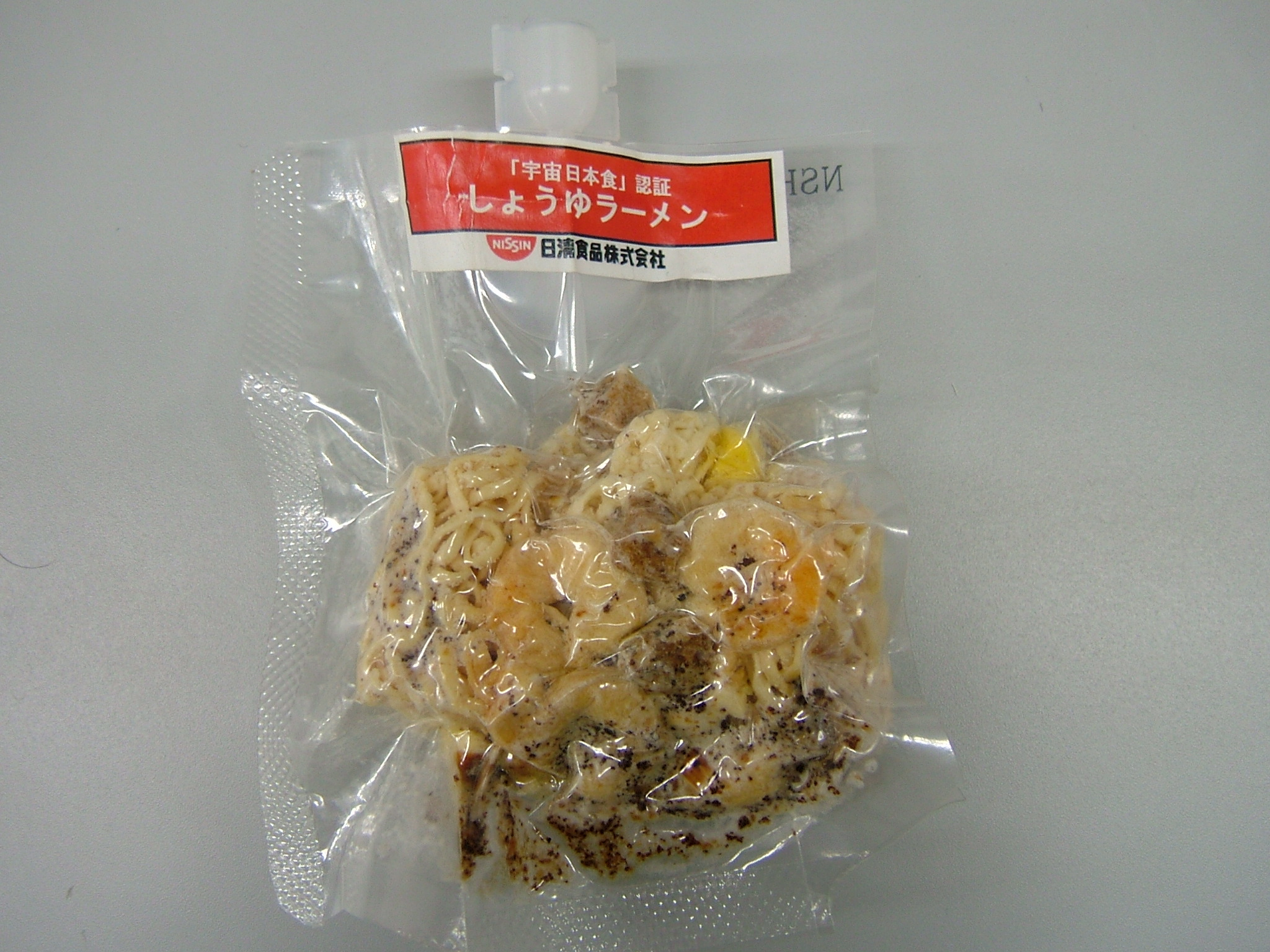
醤油ラーメン（スペースラム)

JAXAはホームページ上で宇宙日本食に認証された食品（2020年9月時点で24社・団体 45品目）の情報を掲載している。日清食品のチキンラーメン、日清焼そばU.F.O.、ローソンのからあげクン、ホテイフーズコーポレーションのやきとり缶詰、福井県立若狭高等学校海洋科学科の高校生が研究開発したサバ缶などが紹介されている。
日本の食品は特別食・一般食として、多数が宇宙で食されている。例としてはたこ焼きや赤飯、みそ汁などが挙げられる。変わったものとして、STS-65ミッション時に向井千秋が公募して持ち込んだ、菜の花のピリ辛あえなどがある。
前述のとおり、特別食の場合は一般食と比較して多少緩い制限で持ち込みが許可されるが、食品の性質によっては却下される場合もある。毛利衛は納豆を機内に持ち込めるかアメリカ航空宇宙局に承認を求めたが、臭いの点では合格だったものの、糸を引く点が減点材料となり認められなかったという。
せんべいなどは粉が飛び散ってしまいそうだが、実際に若田光一が特別食として持ち込み、スペースシャトル内で食べている。
宇宙食に不適な食品の代表格としてラーメンがあったが、これも日清食品中央研究所が「スペース・ラム」という名称で実際に開発したインスタントラーメンを野口聡一が持ち込んでいる。この「宇宙ラーメン」とも呼ばれるスペース・ラムはカップヌードルをベースとしているが、一般に食べられているカップ麺とは少々異なり、袋の中に摂氏約70度と低温の湯で柔らかくなる円筒状にまとめられた麺3塊が入っており、これに湯を注入、所定時間置いてから袋を破って円筒状になった麺をフォークや箸で食べる。
スープは飛び散らないように粘度が高く、少量で麺にまぶす程度しかないが、満足感を増すために、やや香辛料を効かせた味となっているという。なお、しょうゆ・みそ・カレー・とんこつと4種類の味が用意されている。
また、かけそば（どん兵衛）や焼き鳥も土井隆雄が持ち込んだ。そばもスペース・ラムと同様に低温のお湯で戻すことが出来、麺は3個の塊になっている。これらの食品の開発も日清食品が担当した。
なお、前述のとおり、宇宙航空研究開発機構が食品会社と共同で認証審査および選定を行った宇宙日本食は、ISSの一般食に採用されており、2008年からは通常メニューとして宇宙日本食を食べることが可能になった。主なメニューとしては前述のスペース・ラムをはじめ、おかゆや日本式のカレー、サンマの蒲焼や緑茶などがある。この宇宙日本食は他国の飛行士にも人気があり、野口の食料としてISSに持ち込まれた宇宙日本食を、他国クルーが前任日本人クルーの若田光一の置きみやげと勘違いして、一部を喜んで食べてしまう珍事も起こっている。ただし宇宙食はもともと多めにあり、輸送も頻繁なためミッションに影響はなかった。

### スペースシャトルのボーナス食
スペースシャトルへの日本人クルー搭乗ミッションでは、これらクルーの栄養維持やリフレッシュ用などに、その宇宙飛行士個人の好物が「宇宙日本食」以外にも特別メニューとして積み込まれる。これらは日本人クルーの分だけではなく、他のクルーが消費する分も用意され、いわゆるコミュニケーションツールとしての側面を併せ持つ。日本食とされているものの、和食に限定されず、日本の家庭料理で一般的に取り入れられている料理なども含まれる。（注：以下のメニューの中（2008年以降の分）には一部ボーナス食ではなく、「宇宙日本食」も混じっている模様）
毛利衛
- 白飯、赤飯、レトルトカレー、梅干、浮かし餅、羊かん、ほうじ茶、オニオンスープ

向井千秋
- たこ焼き、肉じゃが、さけの南部焼き、菜の花ピリ辛あえ、五目炊き込みご飯

土井隆雄
- 日の丸弁当、天ぷらそば、焼き鳥、京風あんかけ五目うどん、お稲荷さん、白飯、白かゆ、たまごスープ、レトルト ポークカレー、シーフードラーメン、イワシのトマト煮、お好み焼き、カレーラーメン、しょうゆラーメン、スペースねぎま

若田光一
- 白飯、カレー、草加せんべい、ワカメみそ汁

野口聡一
- 1度目の搭乗時はラーメン、2度目の搭乗時は寿司(ホタテにこだわりがある)、カレー

星出彰彦
- お好み焼き、スペースねぎま

## 飲料
ほとんどの宇宙用のドリンクは、インスタント用の粉末が入ったパックに水や80度の湯を注入して飲めるようにする。
- ISSpresso（英語版） - イタリアの各種機関によりISSに導入されたエスプレッソマシン。2015年5月3日にイタリアの飛行士サマンサ・クリストフォレッティが最初にエスプレッソコーヒーを味わった。本装置が実装される前は、匂いも楽しめないインスタントコーヒーの粉末が入ったパックであったが、毛細管現象を利用したゼログラビティカップ、スペースカップと呼ばれるものが導入され、匂いも楽しめるようになった[15]。
- 日本実験棟きぼうで、抹茶が点てられた[16]。

許可されていないもの
- 炭酸飲料 - 無重力下では、胃と食道間にある弁の役割が十分でなく、げっぷと共に内容物を吐き出してしまうため適さない。STS-51-Fミッションにて、コーラ戦争中のコカ・コーラとペプシが開発した缶を使って実験が行われたが[17]、まだ実用的な段階ではないと判断された[18]。
- 宇宙空間でのアルコール（英語版） - 宇宙空間でアルコールを作り保存する実験はあったものの、装置などに影響があるためISSでは厳格に飲用・薬や外用薬での使用を禁止している[19]。（人類初の月面着陸に貢献したバズ・オルドリンは自伝で、月面で宗教儀式としてワインを少量口にしたと書いている。サリュート7号にコニャックのボトルが隠蔽されて詰め込まれ飲むに至ったが、空気と混ざった泡があり飲みにくかったと感想が述べられている[20]。ミールではロシア乗員は「健康上の理由」で黙認されたり、秘密裏に持ち込まれ、NASAは1997年の「コニャックパーティー」の写真を隠蔽しようとしたが、ジャーナリストによって暴露された。）

## 調理
宇宙環境では、蒸気と液体は分離せず泡立った状態で鍋から出てくるなど地球のように調理を行うのは難しい。
スペースシャトルには小型のオーブンが設置されていた。
ISSには、当初のキッチンはロシア軌道セグメントにあり、ウォーターディスペンサーとフードウォーマーで調理を行う。またISSから供給される水には冷水はなく温水と熱水だけで、冷えた水や物が欲しければISS内の冷えた場所（科学実験用温度制御恒温槽であるMERLINなど）に一定時間おく必要がある。食品用冷蔵庫は無いので保管は難しい。
ロスコスモスの宇宙食の多くは缶詰で電気抵抗によって加熱する方法がとられた。また乾燥食品やスープのパッケージには水分を加えて、戻しムラがないようかき混ぜる必要があり、また遠心力で底に移動させるためにも振り回す必要がある。
アメリカの宇宙食は密封された袋で、温めるだけで食べられるようになっている。

### 味付け
ピーナッツバターのような固形物、マヨネーズやマスタード、様々な種類のソースが用意されているが、塩やコショウのような粉末状の物は重力がない環境では振りかけることができず舞ってしまって、目や呼吸器、機器などに入り込む可能性があることから、塩は水に、コショウは食用油に混ぜた液体状となっている。

## 宇宙での市販食品
比較的短期間の宇宙飛行での食料としては、専用に開発された宇宙食以外に、市販されている缶詰やレトルト食品が持ち込まれることも多い。2002年4月に行われた国際宇宙ステーションへの飛行ミッションSTS-110では、公開された画像でハウス食品のカレーマルシェと完熟トマトのハヤシライスソースが食されていたことが一部の話題となった。なお、このミッションに日本人宇宙飛行士は含まれていない。

## 関連事象
宇宙開発において必要性から開発が進んだ宇宙食ではあるが、他方では宇宙開発が一般の科学ファンの興味を引く分野であることから、宇宙食にあやかった関連商品も存在している。フリーズドライが宇宙食を作るための技術として用いられているのは前述のとおりであるが、更にはこのフリーズドライを使い宇宙食を模した加工食品が市販されている。科学博物館のミュージアムショップやインターネット上の通信販売ではしばしばこういった食品も販売されているが、中には宇宙で消費された記録のないフリーズドライ食品で常温保存が可能で冷凍の必要がない「宇宙食用アイスクリーム」と称するものも出回っており、宇宙開発に関心のある愛好者層に販売されている。実際には1973年のミッションにおいて既に宇宙船内に冷蔵庫が用意され、地上で食べられているものと同じアイスクリームが消費されていたという。

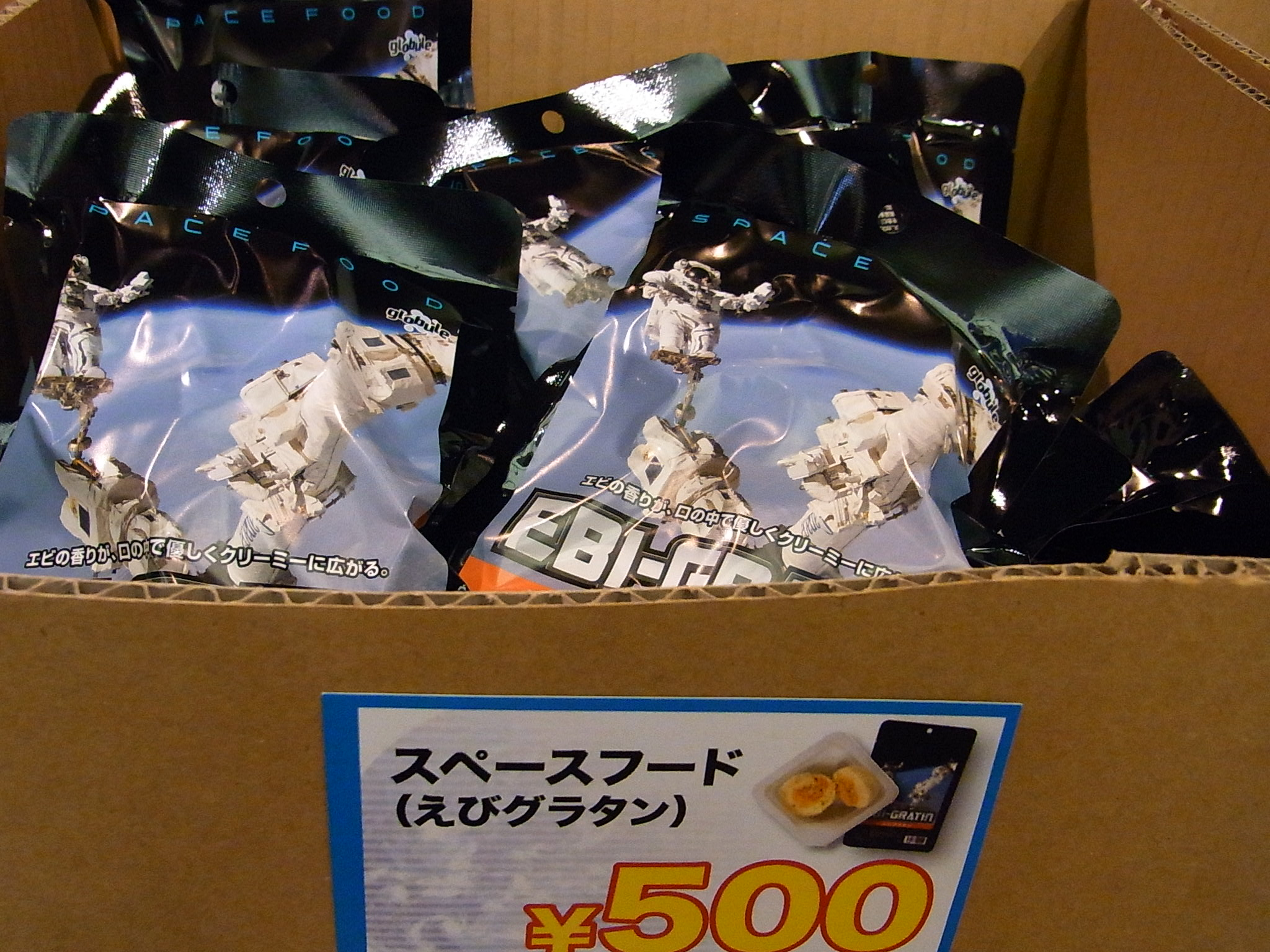
えびグラタン（2010年8月19日撮影）
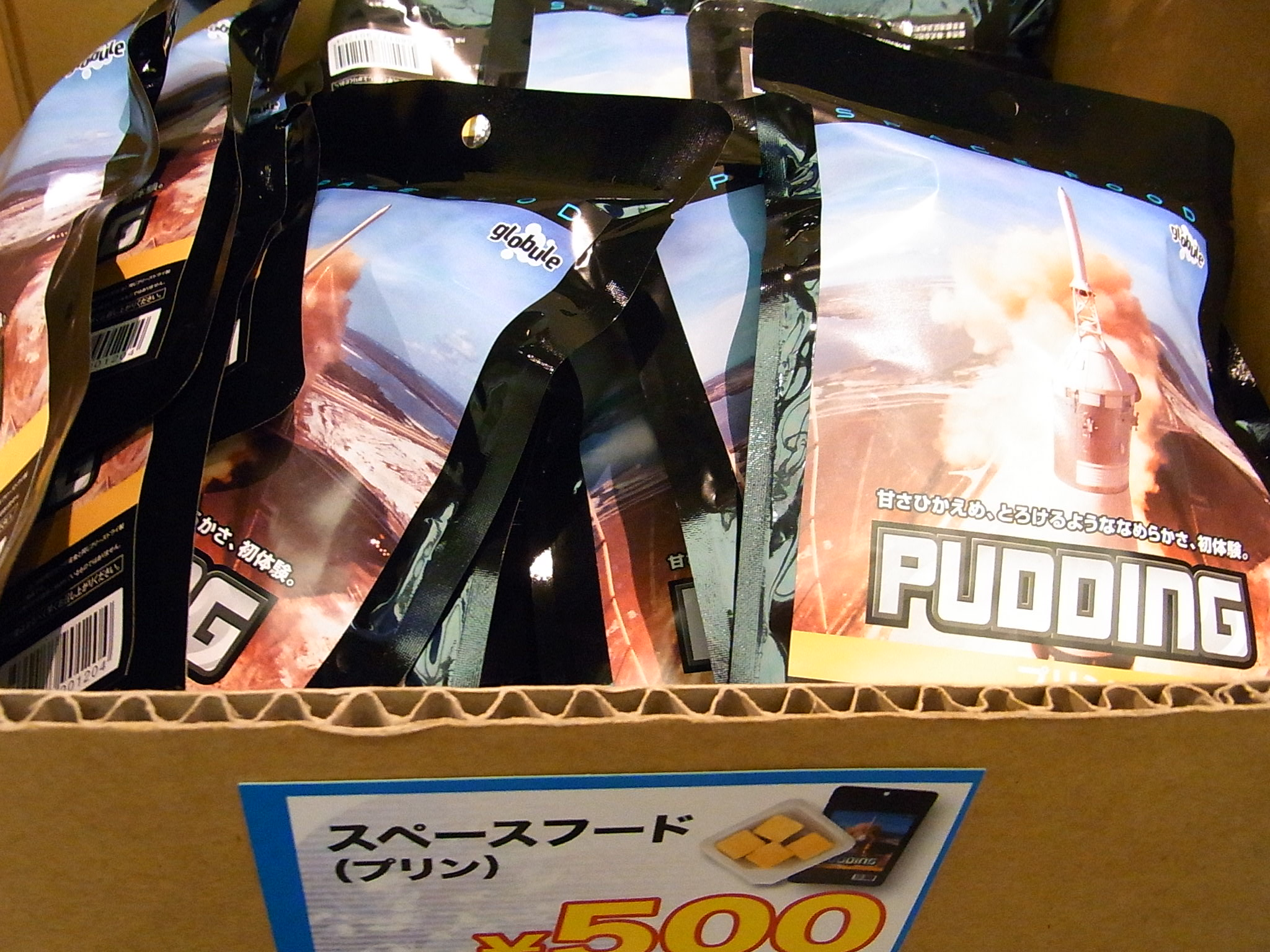
プリン（2010年8月19日撮影）
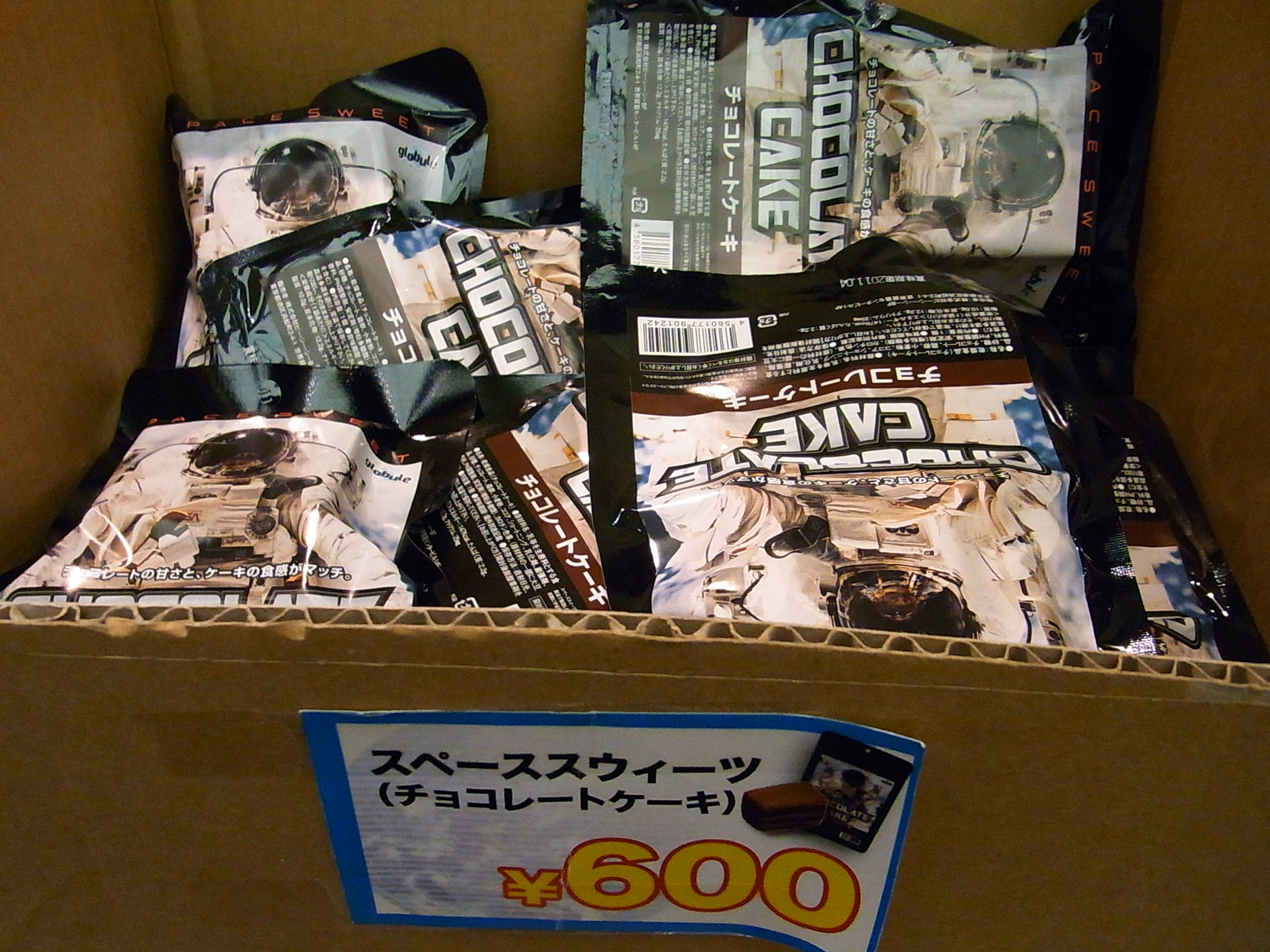
チョコレートケーキ（2010年8月19日撮影）
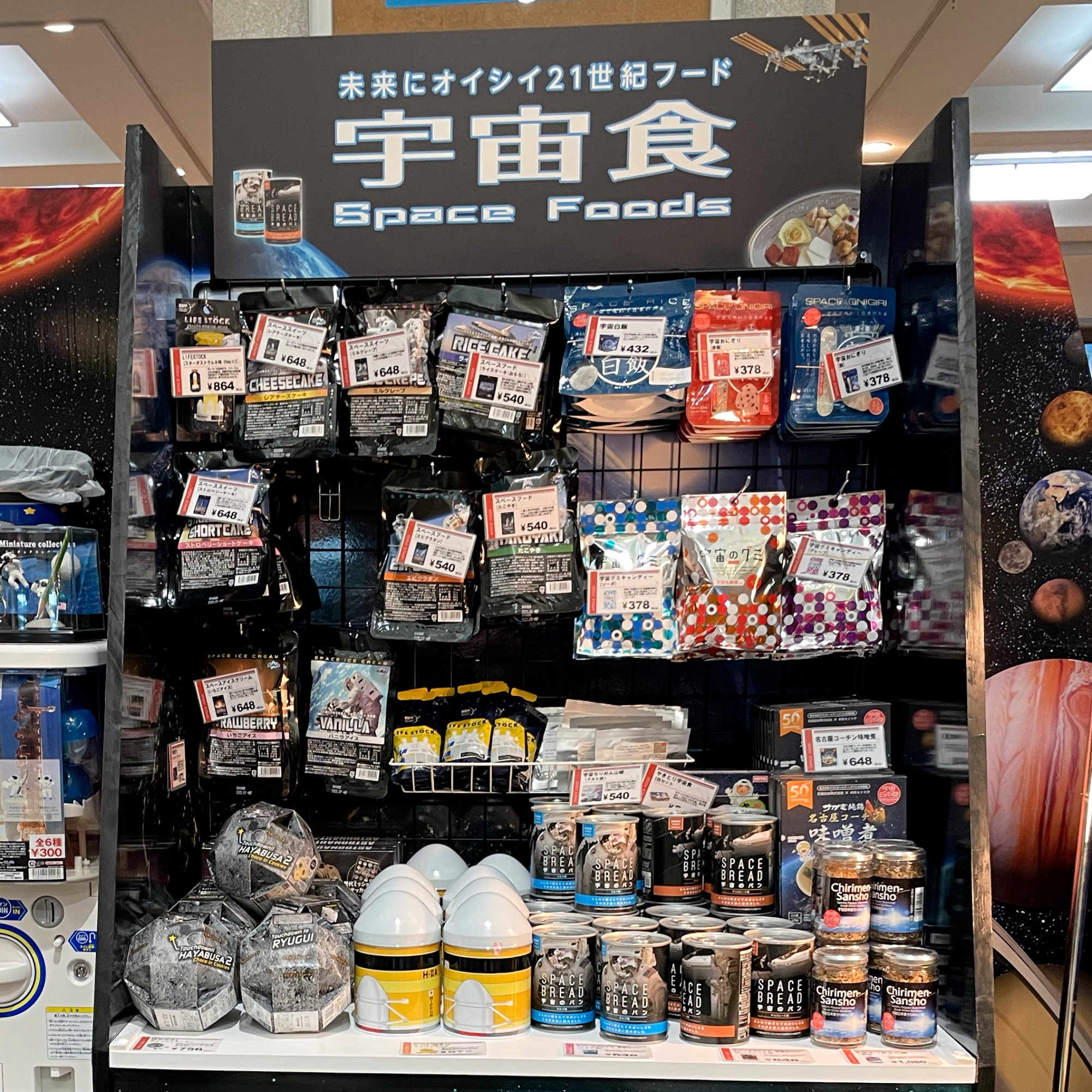
宇宙食コーナー（2021年10月31日撮影）